# 앤서니 레깃
앤서니 레깃 경(Sir Anthony James Leggett, KBE, FRS, 1938년 3월 26일~)은 1983년부터 일리노이 대학교 어배너-섐페인의 교수를 지내고 있는 물리학자이다. 그는 저온 물리 분야에서 세계적으로 인정받고 있으며, 초유체 분야의 개척적인 연구로 2003년 노벨 물리학상을 받았다.
레깃은 일반적인 액체 헬륨, 초유체 상태의 액체 헬륨, 그리고 강하게 연결된 초유체에 대한 이론적인 이해 시스템을 구축하였고 입자 물리학 분야의 "흩어지기 계"(dissipative system) 연구의 방향을 제시했다.

## 삶
레깃은 런던 남부 캠버웰(Camberwell)의 기독교 집안에서 자랐다. 그의 아버지는 마을의 청과물 상인이었고, 어머니는 아일랜드 출신의 영국 이주민이었다. 두 사람 모두 각자의 집안에서 처음으로 대학 교육을 받았고, 교육을 받은 후에는 아버지는 물리, 화학, 수학 교사로 일했고 어머니는 수학교사로 일했다. 어머니는 레깃과 그의 두 명의 여자 형제와 두 명의 남자 형제가 태어나면서 교직을 그만두었다.
레깃은 태어난 직후 어퍼 노르우드(Upper Norwood)에서 살다가 생후 18개월이 됐을 때 제2차 세계 대전이 발발하여 그의 가족은 엥글필드 그린(Englefield Green)으로 피신을 하였다. 전쟁이 끝나고 레깃은 마을에 있는 가톨릭 초등학교, 중학교를 다녔고 졸업시험(Eleven plus exam)에서 우수한 성적을 거두어 다른 학생들보다 일찍 윔블던 고등학교(Wimbledon College)에 들어가 공부하였다.

## 교육
레깃은 1954년 옥스퍼드 대학교 베일리얼 칼리지의 장학금을 받고, 이듬해 입학하여 고전문학을 전공했다. 이후 같은 대학교의 머튼 칼리지에서 제2전공으로 물리학을 공부하였다.

## 직업
레깃은 박사과정 이수 후에 1964년 8월부터 1965년 8월까지 일리노이 대학교 어배너-섐페인에서 일을 하였고 그 후에 일본의 교토 대학교에서 1년 동안 일하였다. 그는 1년 동안 더 박사과정 이수 상태로 옥스퍼드 대학교, 하버드 대학교, 일리노이 대학교 등을 오가며 일을 했다. 그러던 중 1967년 가을에 서식스 대학교(University of Sussex)에서 강의를 시작했고 이후 15년 동안 이 대학에서 일하였다.
1983년 레깃은 코넬 대학교에서 8개월 동안 일을 하다 같은 해 가을부터 현재까지 일리노이 대학교 어배너-섐페인에서 일을 하고 있다.
시간이 지나고 레깃의 위치가 바뀌면서 그의 관심 분야는 초유체 헬륨에서 저온 유리의 특성, 고온 초전도, 그리고 양자역학의 현실 적용성으로 바뀌었다.
2007년에 레깃은 캐나다 워털루 대학교의 자리를 제안 받아 1년의 2개월 이상 씩 그 캠퍼스에서 지내면서 연구를 하였다.

## 연구
레깃의 연구는 큐프레이티 초전도, 양자역학과 관련된 근본적 개념, 비결정질 고체의 저온 특성, 위상수학을 사용한 양자계산에 초점이 맞추어져 있다.

## 수상 및 서훈

### 수상
레깃은 2003년에 비탈리 긴즈부르크, 알렉세이 아브리코소프와 함께 초유체와 초전도 연구에 대한 공로를 인정 받아 노벨 물리학상을 받았다. 그는 또 압축된 물질에 관한 연구로 2002년/2003년 울프 물리학상을 받았다.

### 서훈
- 2004년 대영 제국 훈장 2등급(KBE, 작위급 훈장)